# Yul Bürkle
Yul Bürkle  (Caracas, Venezuela, 1974. szeptember 30. –) venezuelai színész, modell.

## Élete
Yul Bürkle 1974. szeptember 30-án született Caracasban. Első szerepét 1996-ban kapta La llaman Mariamban. 2007-ben szerepet kapott a Sarokba szorítva című tévésorozatban.
Felesége Scarlet Ortiz, színésznő. 2010. március 9-én megszületett lányuk, Bárbara Briana.

## Filmográfia
| Cím                                    | Év   | TV stúdió                | Szerep                        |
| -------------------------------------- | ---- | ------------------------ | ----------------------------- |
|                                        |      |                          |                               |
| De todas maneras Rosa                  | 2013 | Venevisión               | Asdrubal Arevalo              |
| Los secretos de Lucía                  | 2013 | Venevisión               | Pablo Zuleta                  |
| A sors hullámain (Natalia del Mar)     | 2011 | Venevisión               | Bruno Baltazar/Diego Baltazar |
| Alguien te mira                        | 2010 | Telemundo                | Mauricio Ostos                |
| Kandela                                | 2009 | TC Televisión            | Elías Carreno                 |
| Alma Indomable                         | 2008 | Venevisión International | Fernando Ríos                 |
| Sarokba szorítva (Accoralada)          | 2007 | Venevisión International | Andrés Dávila                 |
| A boldogság ára (Aunque mal paguen)    | 2007 | Venevisión               | Tomas                         |
| El amor no tiene precio                | 2004 | Televisa                 | Mariano Luján                 |
| A liliomlány (Inocente de ti)          | 2004 | Televisa                 | Douglas                       |
| Lorenzo asszonya (La mujer de Lorenzo) | 2003 | Venevisión International | Alex                          |
| Por Tí                                 | 2000 | TV Azteca                | Jorge                         |
| Secreto de amor                        | 2001 | Venevisión International | Braulio Viloria               |
| Családban marad (Mis 3 hermanas)       | 2000 | RCTV                     | Anibal Solis Quintero         |
| Luisa Fernanda                         | 1999 | RCTV                     | Gustavo Cazán                 |
| Destino de mujer                       | 1997 | Venevisión               | Arnaldo                       |
| La Llaman Mariamor                     | 1996 | Marte TV                 | Willy                         |